# جورج ستيفنز جونيور
جورج ستيفنز جونيور (بالإنجليزية: George Stevens, Jr.)‏ هو منتج أفلام وكاتب سيناريو ومخرج أمريكي، ولد في 3 أبريل 1932 في لوس أنجلوس في الولايات المتحدة.

## وصلات خارجية
- جورج ستيفنز جونيور على موقع IMDb (الإنجليزية)
- جورج ستيفنز جونيور على موقع ألو سيني (الفرنسية)
- جورج ستيفنز جونيور على موقع أول موفي (الإنجليزية)
- جورج ستيفنز جونيور على موقع قاعدة بيانات برودواي على الإنترنت (الإنجليزية)
- جورج ستيفنز جونيور على موقع قاعدة بيانات الأفلام السويدية (السويدية)
- جورج ستيفنز جونيور على موقع قاعدة بيانات الفيلم (الإنجليزية)
- جورج ستيفنز جونيور على موقع كينوبويسك (الروسية)